# Єремія Григореску
Єремія Григореску (рум. Eremia Grigorescu; 28 листопада 1863 село Голешей Тиргу-Бужор, жудець Галац, Румунія — 21 липня 1919 Бухарест) — румунський генерал-лейтенант, учасник Першої світової війни, військовий міністр Румунії.

## Біографія
Народився в селі Голешей поблизу Тиргу-Бужор. Освіту здобув в середній школі в Галаці і в Ясському колежді на медичному факультеті.
У 1884 був зарахований на румунську військову службу в артилерію і відряджений в Сорбонський університет для проходження курсу математики. У 1887 прийнято в військове міністерство Румунії, де служив до початку XX століття. У 1907 очолив військово-інженерну школу, потім командував 14-ю піхотною дивізією.
Напередодні Першої світової війни отримав у командування 15-ту піхотну дивізію, на чолі якої боровся в Карпатах проти Австро-Угорщини. У жовтні 1916 Григореску зупинив наступ в німецьких військ Молдавії, за що в січні 1917 російський імператор Микола II подарував йому орден св. Георгія 4-го ступеня.
24 жовтня 1918 Григореску був призначений військовим міністром Румунії, але перебував на цій посаді недовго, оскільки вже 28 листопада був призначений міністром торгівлі і промисловості. Незадовго до смерті, що сталася 21 липня 1919 в Бухаресті, Григореску було призначено генерал-інспектором армії.